# Anna Medwenitsch
Anna Maria Medwenitsch (* 17. März 1907 in Hof am Leithaberge als Anna Maria Fink, spätere Zsabetich; † 1. April 2018 in Bruck an der Leitha) war eine österreichische Supercentenarian und Landwirtin. Sie war ab dem 22. April 2017 wohl die älteste lebende namentlich bekannte Österreicherin.

## Leben
Anna Maria Fink, Burgenland-Kroatin, am Tage ihrer Geburt katholisch getauft, war die Tochter der damals noch ledigen Dienstmagd Anna Fink und des Hochofenarbeiters Mathias Zsabetich. Anfang November 1907 wurde sie in die Ehe ihrer Eltern Zsabetich eingeschrieben („legitimiert“). Aus einer Landwirtsfamilie stammend, musste sie bereits mit sieben Jahren auf dem Hof ihres Großvaters mitarbeiten, nachdem dessen Ehefrau verstorben war. Noch während ihrer Jugend pflegte sie ihre Großeltern, während ihrer Ehe die Schwiegereltern und zuletzt auch ihren Ehemann Martin Medwenitsch (* 18. Jänner 1901; † 3. Juli 1973; Ehe geschlossen im Juni 1927), der mehrere Schlaganfälle erlitten hatte. Ihr erstes Kind wurde nur elf Monate alt, ihre Tochter verstarb mit 56 Jahren.
Anna Medwenitsch war ihr Leben lang als Landwirtin im Heimatort tätig. Bevor sie – infolge eines im Jahr 2012 erlittenen Oberschenkelhalsbruches – kurz nach ihrem 106. Geburtstag in das Marienheim in Bruck an der Leitha übersiedelte, lebte sie noch selbstständig in ihrem Elternhaus. Zu ihrem 110. Geburtstag war sie nicht nur die älteste lebende Niederösterreicherin und zweitälteste lebende Österreicherin, sondern auch älteste Bauern-Pensionistin mit Witwenpension der Sozialversicherungsanstalt der Bauern. Am 1. April 2018, dem Ostersonntag, und zwei Wochen nach ihrem 111. Geburtstag starb die gläubige Katholikin Medwenitsch bei altersgemäß guter Gesundheit. Sie war Großmutter und zweifache Urgroßmutter.